# Слобідка (Калуський район)
Слобі́дка — село в Войнилівській громаді Калуського району Івано-Франківської області України.

## Історія

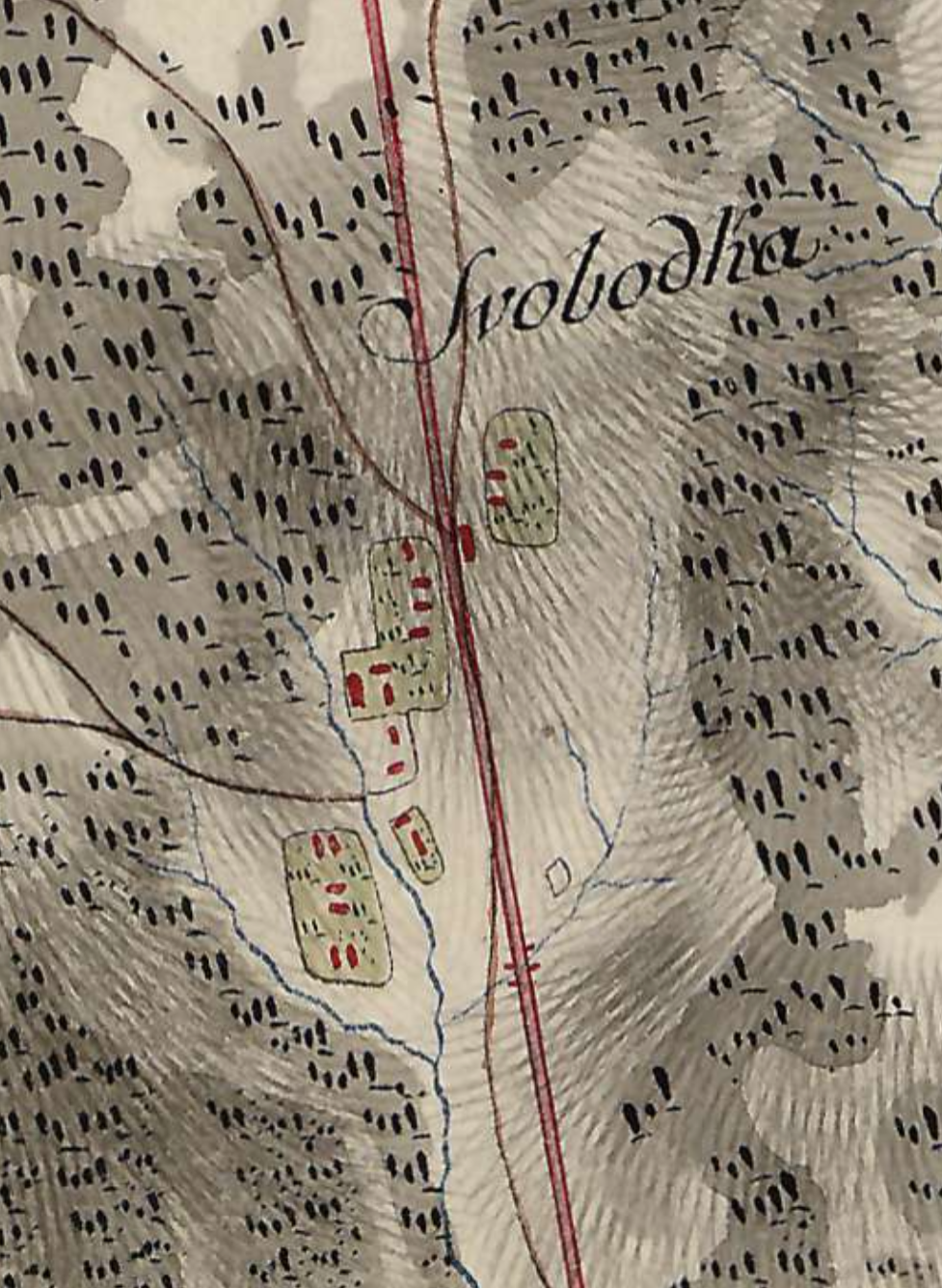
Слобідка на мапі Фрідріха фон Міга (1779- 1783 рр.)

Село виникло як слобода (поселення, мешканці якого звільнялися на початковий період від феодальних повинностей) на землях Бабина (тепер — Бабин Середній). Слобідка — це зменшувальна форма від слова «слобода». Пізніше ж був заснований фільварок, на якому селяни відробляли повинності. Перша письмова згадка належить до 1787 року.
У 1880 році було 50 будинків і 272 жителі в селі та 3 будинки і 12 мешканців на території фільварку (265 греко-католиків, 13 римо-католиків, 6 юдеїв; 271 українець і 13 поляків). 
Поблизу  села в напрямку на схід і на північ  виявлено дві  групи давніх  курганних поховань
В часи Першої світової війни під час  червневого наступу 1917р. біля села проходила лінія фронту про що свідчать численні залишки окопів. 
У 1939 році в селі проживало 410 мешканців (405 українців і 5 польських колоністів).
Після приєднання Західної України до СРСР село ввійшло 17 січня 1940 р. до новоутвореного Войнилівського району. 12 червня 1951 р. під приводом попереднього злиття колгоспів у колгосп ім. Шевченка Войнилівський райвиконком рішенням № 320 ліквідував Кудлатівську сільраду з приєднанням до Слобідківської сільради. 19 травня 1959 р. Войнилівський райвиконком ліквідував Перевозецьку і Довпотівську сільради з приєднанням до Слобідської сільради.

## Соціальна сфера

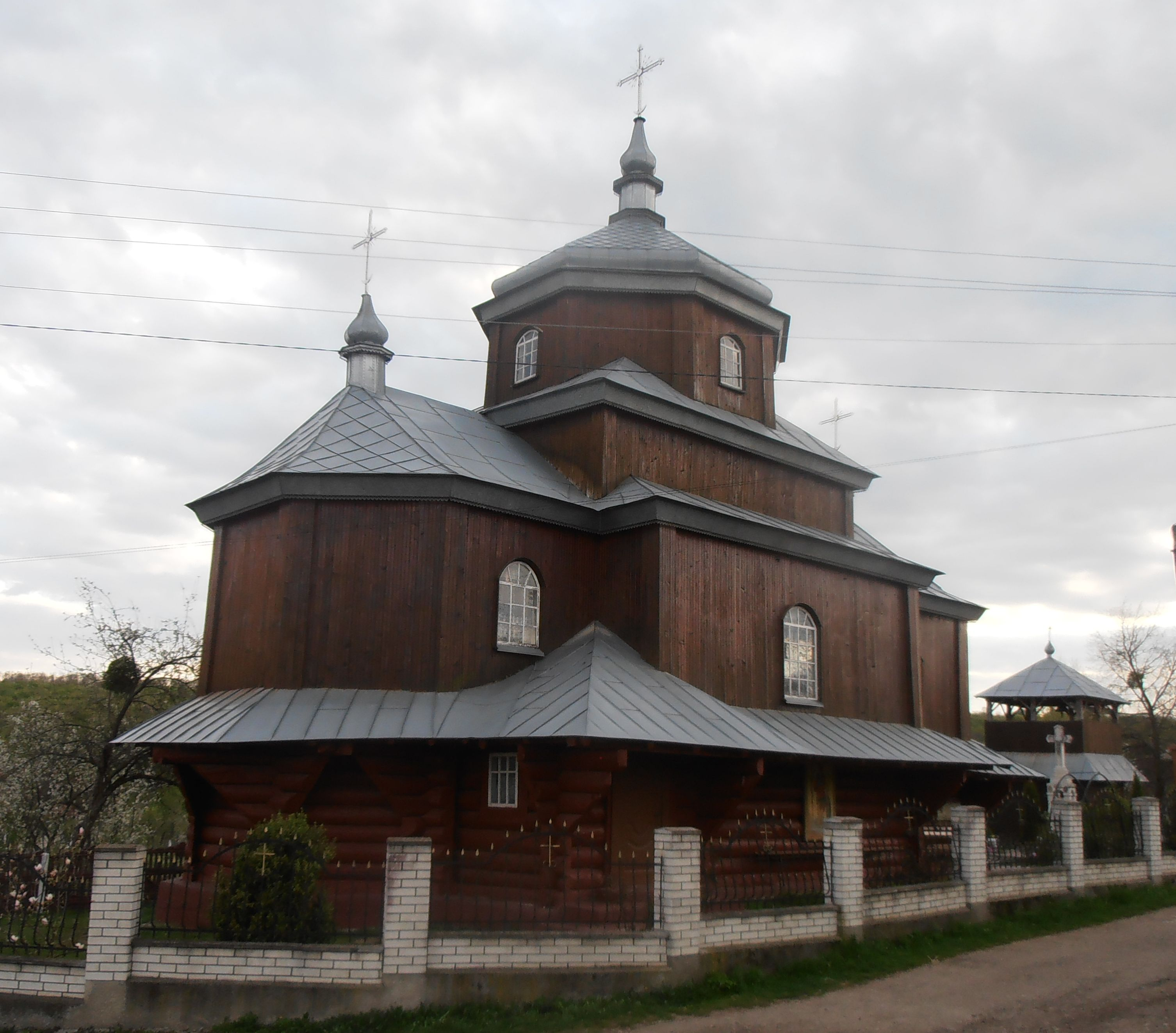
Церква Св. Дмитрія

У Слобідці є церква Св. Дмитрія (храмове свято 8 листопада), збудована 1901 року. Австрійська армія конфіскувала в серпні 1916 р. у слобідківській церкві 4 давні дзвони діаметром 50, 34, 30, 25 см, вагою 63, 20, 13, 7 кг. Після війни польська влада отримала від Австрії компенсацію за дзвони, але громаді села грошей не перерахувала. Була філіяльною церквою парафіяльної в Перевозці. В радянський період церква була недоступна для богослужінь. З 1990-х років — знову в користуванні греко-католицької громади, належить до пам'яток архітектури місцевого значення. Церква збереглася в західній частині села, недалеко від центральної дороги. Тридільна одноверха, до вівтаря має прибудовану з півночі ризницю. Стіни над опасанням, четверика і восьмерика обшальовані вертикально дерев'яною вагонкою. Невелика дерев'яна двоярусна дзвіниця розташована з заходу від церкви.
На території села знаходиться:
- Укрпошта
- ФАП
- Бібліотека
- 2 магазини
- 150 дворів, 543 мешканці.

Село є повністю електрифікованим та газифікованим. У 2017 році було проведене вуличне освітлення.

## Вулиці
У селі є вулиці:
- Верховинська
- Зелена
- Молодіжна
- Січових Стрільців
- Тараса Шевченка
- В'ячеслава Чорновола

## Фото

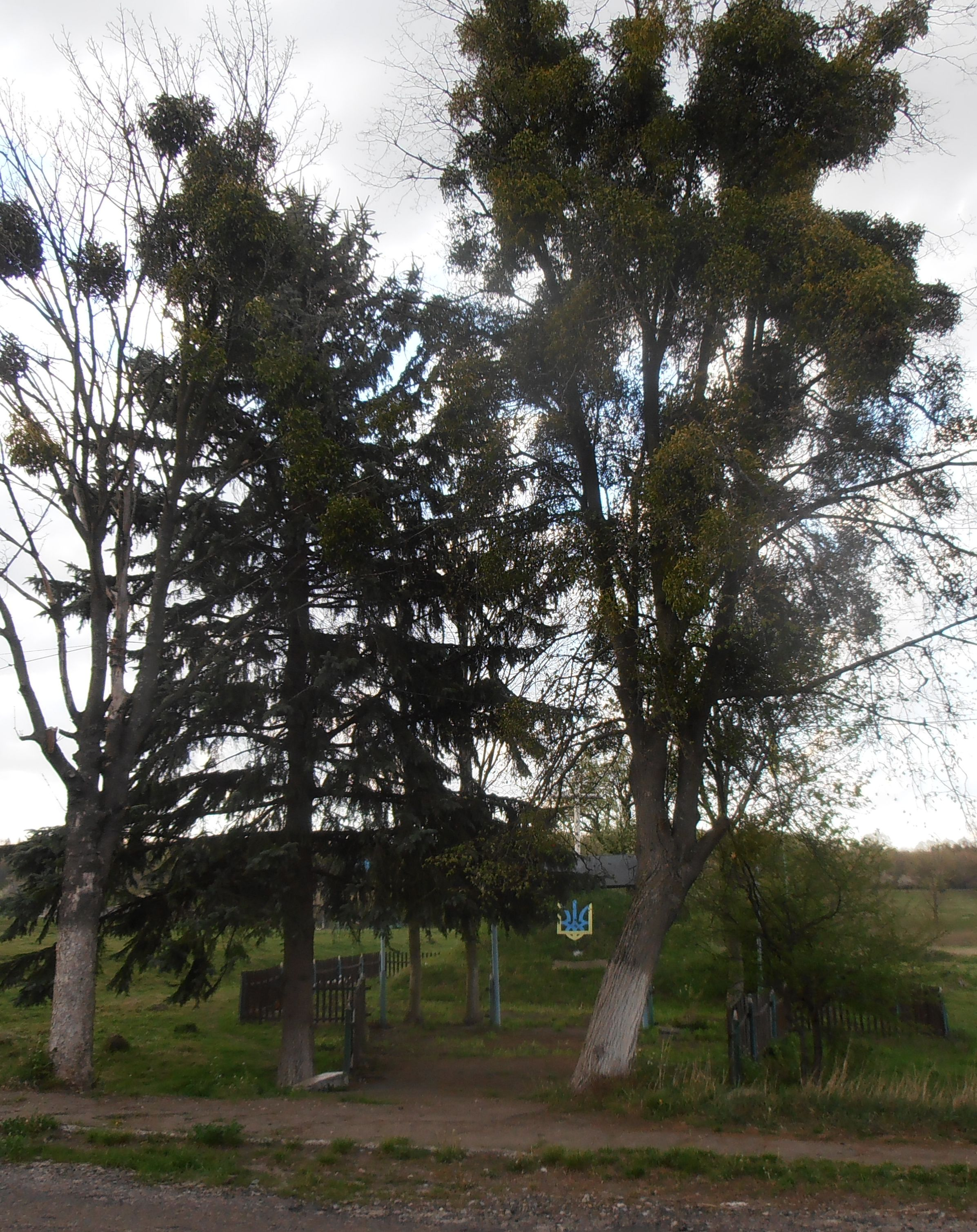
Символічна могила борцям за волю України
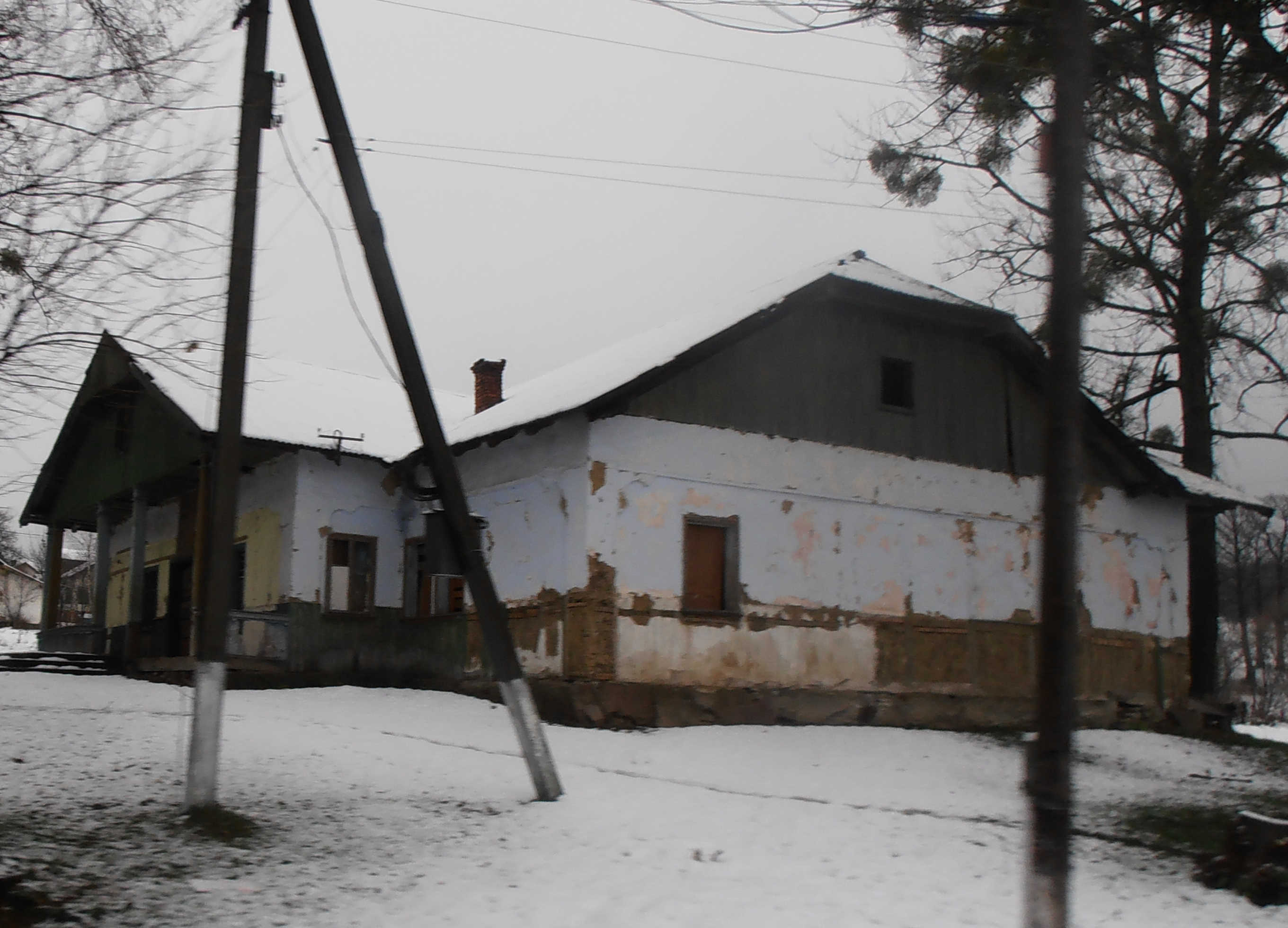
Народний дім
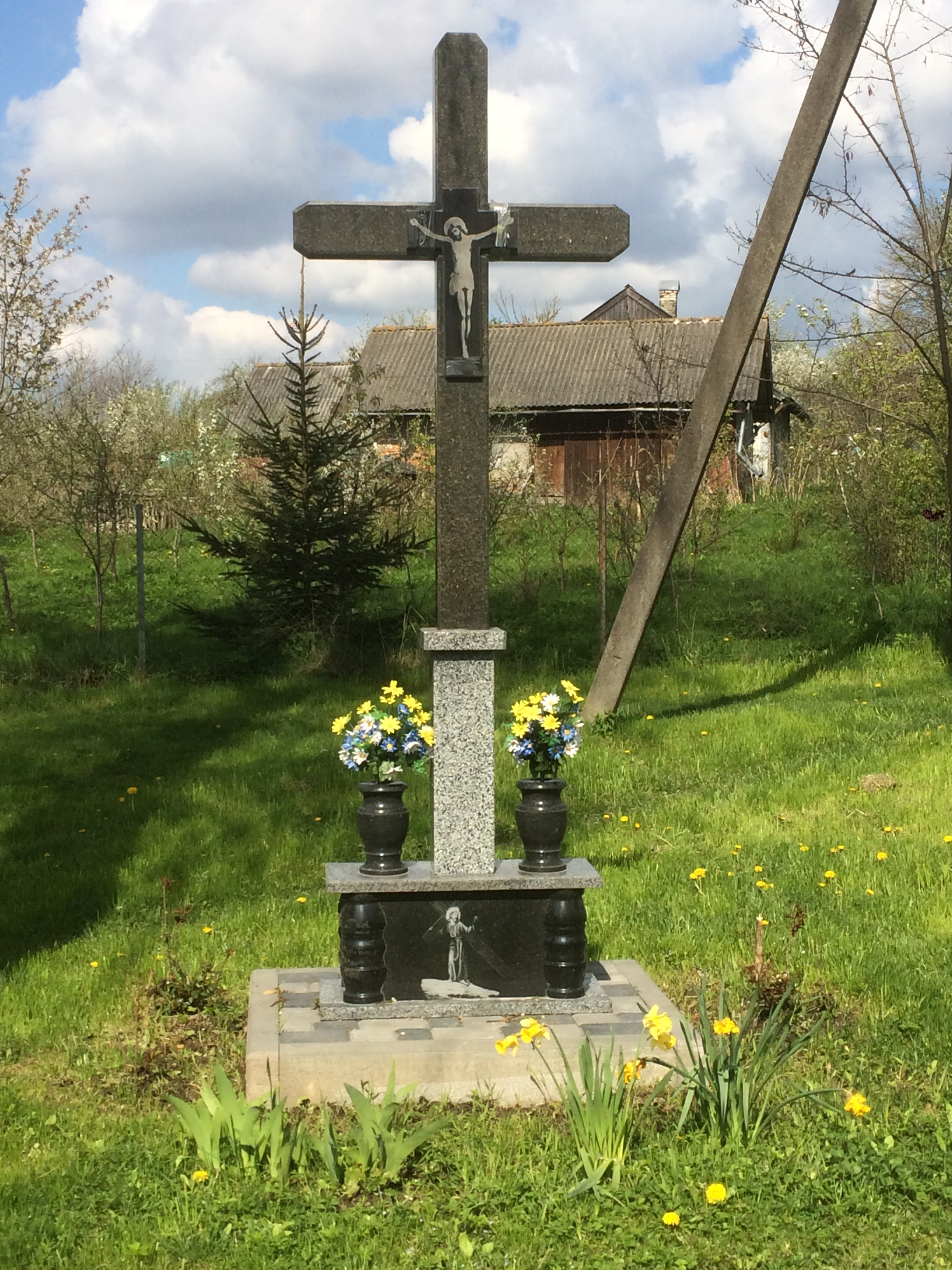
Пам'ятний хрест
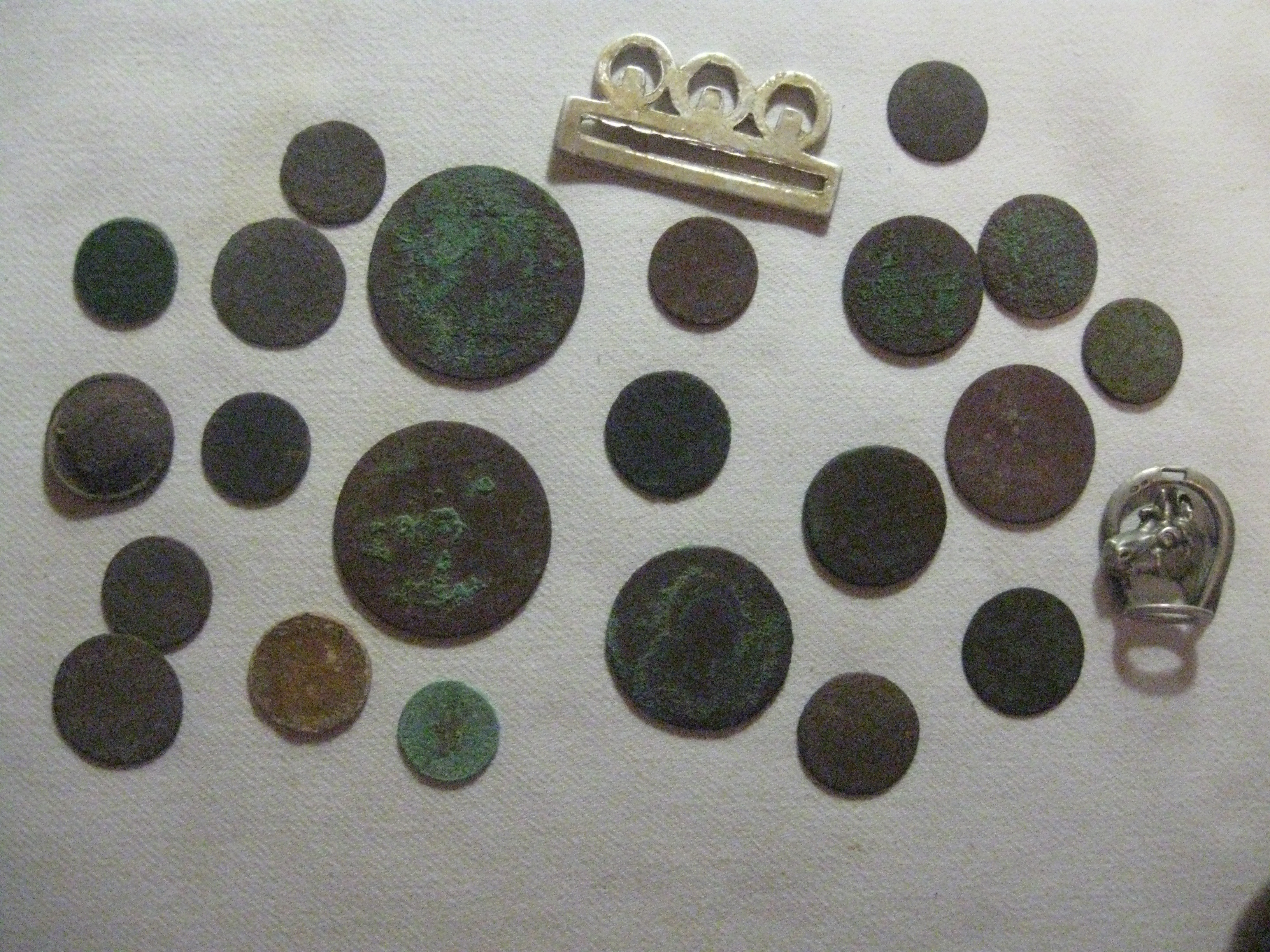
Знахідки з території фільварку
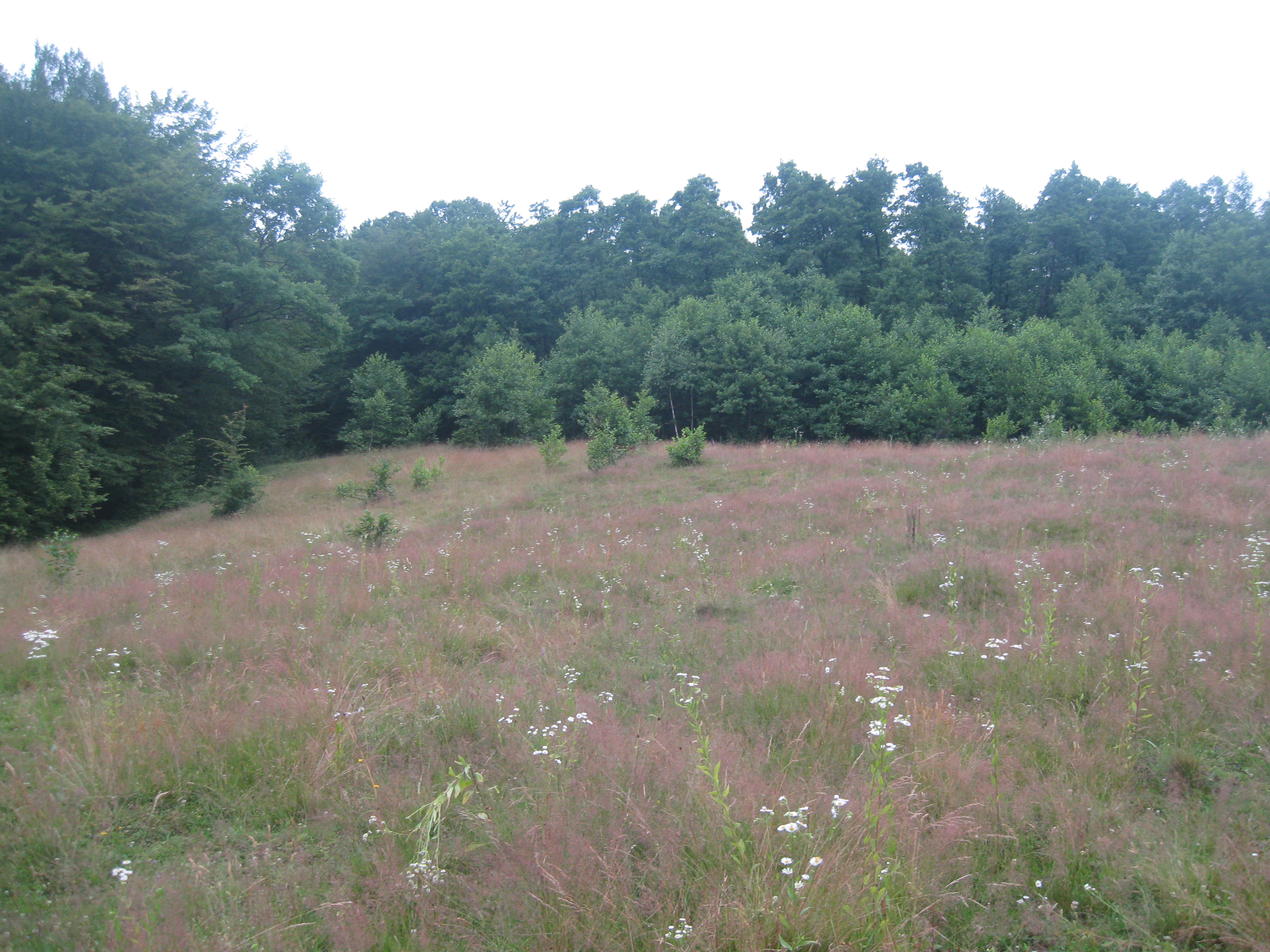
Місце де розташовувався панський фільварок